# Latronico
Latronico är en ort och kommun i provinsen Potenza i regionen Basilicata i Italien. Kommunen hade 4 420 invånare (2017).